# Брусило Йосип Йосипович
Йосип Йосипович Брусило (17 квітня 1883 (н.ст.), Шабалинів, Сосницький повіт, Чернігівська губернія — 21 травня 1938) — член Всеукраїнської ради селянських депутатів, член Української Центральної Ради від Сосницького повіту Чернігівської губернії. Репресований за сфабрикованою справою у 1937 році.

## Життєпис
Народився 17 квітня 1883 року на Чернігівщині.
Був членом Всеукраїнської ради селянських депутатів, член Української Центральної Ради від Сосницького повіту Чернігівської губернії. 
Працював вчителем неповної школи в селі Пекарів Сосницькому районі Чернігівської області.
У 1937 році заарештований за сфабрикованою справою про націоналістичну агітацію.
Був страчений у 1938 році за антирадянську агітацію серед співкамерників у в’язниці міста Конотоп, підготовку гуртової втечі, висловлювання терористичних поглядів. Справа № 3304 Чернігівського обласного управління НКВС УРСР.

## Реабілітація
Реабілітований 23 липня 1958 року на підставі постанови Президії Сумського обласного суду.

## Родина
Донька — Єфросинія Йосипівна Брусило (Потійко) (1921)